# Zehringen

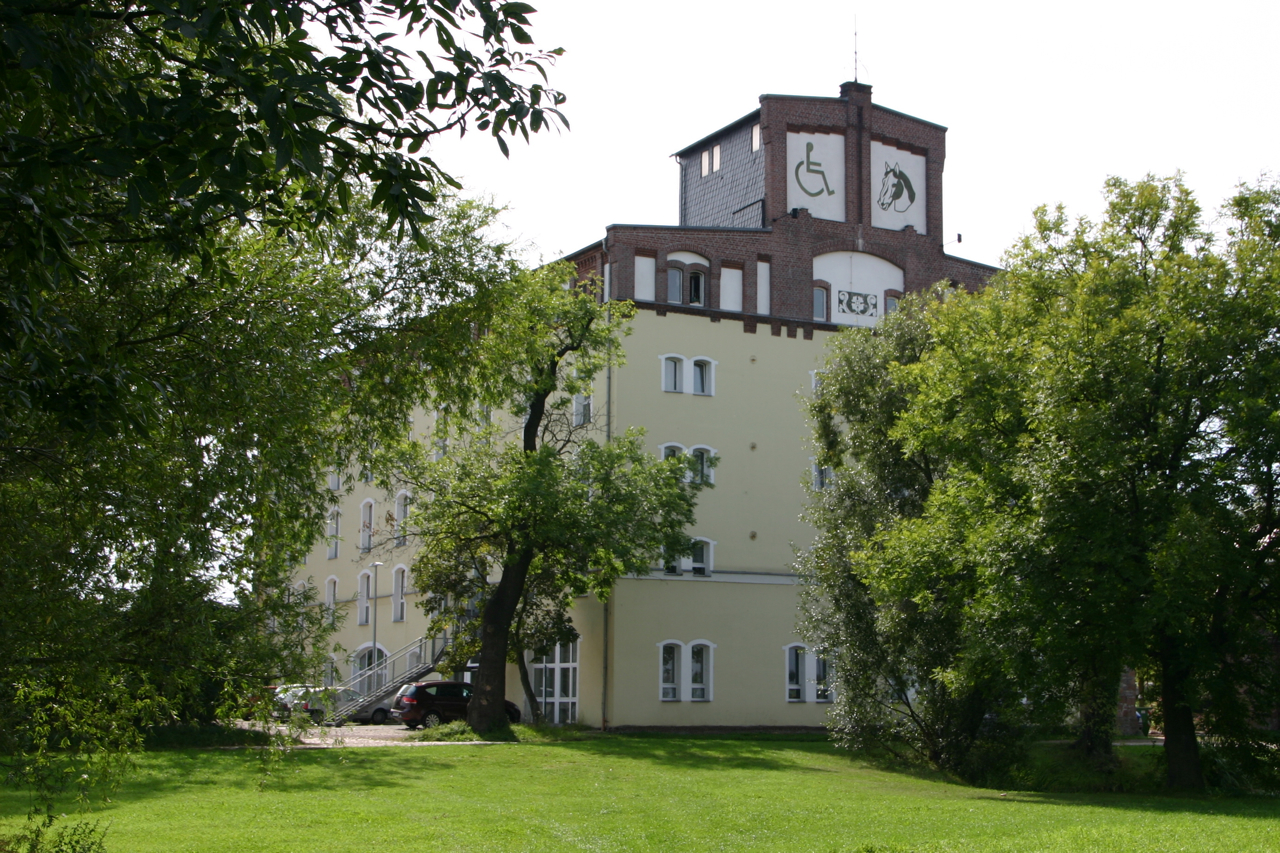
Das Pflegeheim Gut Zehringen.

Zehringen ist ein Ortsteil von Köthen (Anhalt) im Landkreis Anhalt-Bitterfeld in Sachsen-Anhalt. Das Dorf gehört zur Ortschaft Merzien.

## Geographische Lage
Der Ort liegt zwischen Köthen, zwei Kilometer südwestlich, Porst, einen Kilometer nordwestlich und Merzien, einen Kilometer südöstlich.

## Geschichte
Die erste urkundliche Erwähnung als Zeringe erfolgte im Jahr 1370 oder nach anderen Quellen bereits 1145. Das Jahr 1145 ist möglicherweise eine Verwechslung mit einem Ort Zeerobuuech.
1505 verkauften die von Quast das Rittergut Zehringen an die von Schlegel welches es wiederum 1785 oder 1783 für 40.000 Taler an Fürst Carl Georg Lebrecht verkauften.
1620 wütete die Pest in Zehringen. 1631 kam es während des Dreißigjährigen Kriegs zu Plünderungen. Am Ende des Krieges, 1648, war der Ort entvölkert.
1849 kam Zehringen an der Familie Eggeling. Das Rittergut wurde 1886 von der Familie Strandes übernommen, welche darauf eine Zuckerfabrik errichtete. 1942 richtete ein Hochwasser Schäden im Dorf an. Nach Ende des Zweiten Weltkrieges wurde das Gutshaus zunächst von Heimatvertriebenen, offiziell Umsiedler, aus der Tschechoslowakei bewohnt. Zehringen verfügte bis in die 1950er Jahre über einen eigenen Bäcker (Fam. Kaufmann). Am 25. Mai 1951 wurde hier ein Altenpflegeheim gegründet. Das Heim entwickelte sich dabei verstärkt zu einem Heim für Menschen mit geistiger Behinderung. Seit 1994 befindet es sich in privater Trägerschaft.

## Kultur und Sehenswürdigkeiten

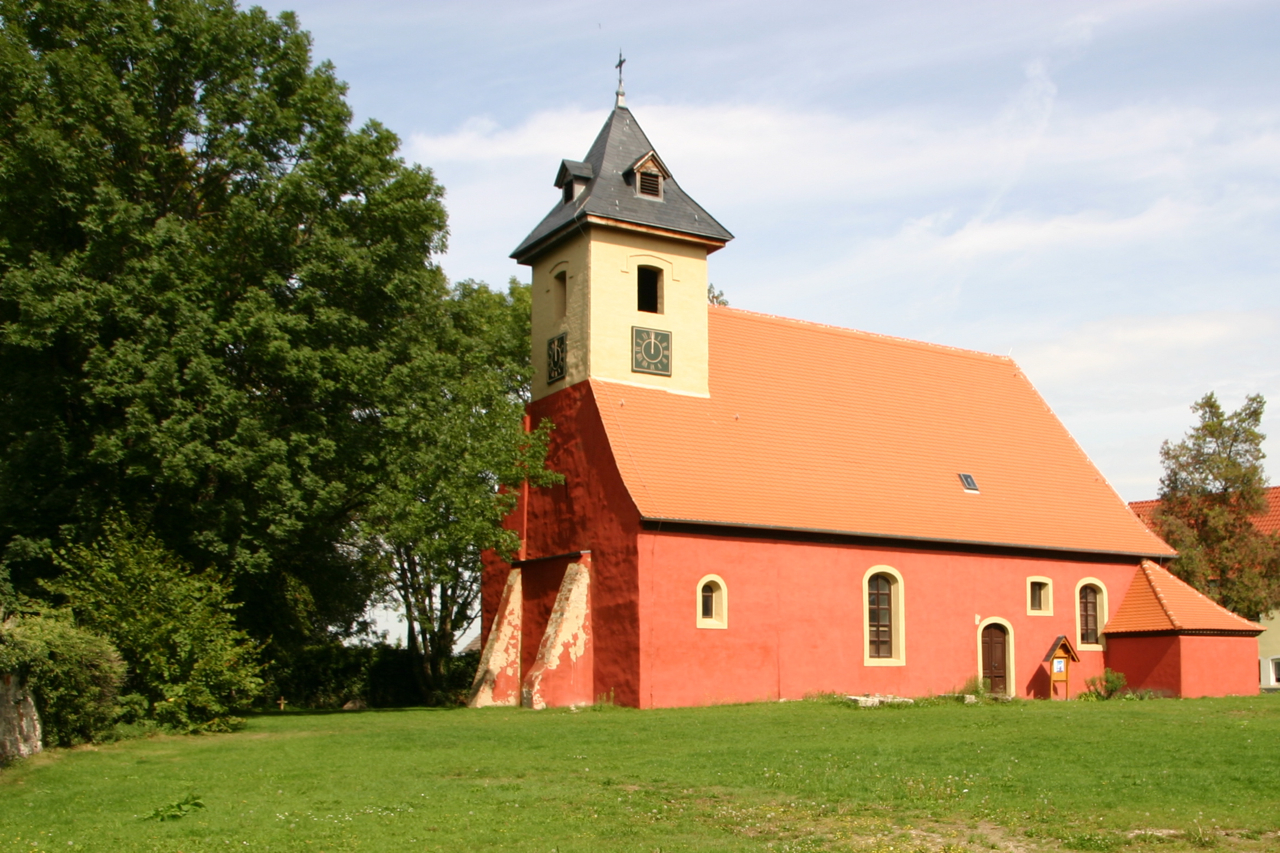
Die Kirche

Die Kirche befindet sich neben dem Pflegeheim Gut Zehringen. Der Unterbau des Kirchturms stammt wahrscheinlich aus dem 12. Jahrhundert. Das Kirchenschiff mit einem dreifachen Chorschluss entstand wahrscheinlich in der Spätgotik. Die Sakristei an der Südseite wurde 1749 angebaut. 1783/84 erfolgte eine umfangreiche Renovierung bei der unter anderem der Turm repariert, neue Fenster eingebrochen und die Kirche verputzt wurde. 1835 wurde ein neuer Dachstuhl eingesetzt. Möglicherweise wurde 1856 auch der Fachwerkturm durch einen steinernen Turm ersetzt. 1916 vernichtete ein Brand im Pfarrhaus Teile der älteren Kirchenbücher. Im Jahr 2007 wurden Renovierungen durchgeführt.
1935 wurde neben der Kirche ein Kriegerdenkmal aufgestellt.
Im Ort liegt ein über ein Hektar großer Park, der zum Pflegeheim gehört.

## Verkehr
Nördlich von Zehringen verläuft die Bundesstraße 185, südlich die Landesstraße 136. Durch den Ort selbst verlaufen von Nord nach Süd eine diese Straßen verbindende Straße sowie eine in nordwestlicher Richtung verlaufende Straße nach Porst.
Das Dorf verfügt über keinen Bahnanschluss.